# Норвешка на Европском првенству у атлетици на отвореном 2018.
Норвешка је учествовала на 24. Европском првенству у атлетици на отвореном 2018. одржаном у Берлину, (Немачка), од 6. до 12. августа 2018. године. То је било њено 24. учешће на овом такмичењу, односно учествовала је на свим европским првенствима до сада. Репрезентацију Норвешке представљало је 33 спортиста (21 мушкарац и 12 жена) који су се такмичили у 26 дисциплине (17 мушких и 9 женских).
У укупном пласману Норвешка је са 5 освојених медаља (3 златне, 1 сребрна и 1 бронзана) заузела 8. место.
У табели успешности према броју и пласману такмичара који су учествовали у финалним такмичењима (првих 8 такмичара) Норвешка је са 12 учесника у финалу заузела 11 место са 58,50 бодова.
| Пл. | Земља    | 1. место | 2. место | 3. место | 4. место | 5. место | 6. место | 7. место | 8. место | Бр. фин. | Бодови |
| --- | -------- | -------- | -------- | -------- | -------- | -------- | -------- | -------- | -------- | -------- | ------ |
| 11. | Норвешка | 3 - 24   | 1 - 7    | 1 - 6    | 2 - 10   | 1 - 4    | 2 − 5,50 | 0        | 2 - 2    | 12       | 58,50. |

## Учесници
| Мушкарци: - Јонатан Кварко — 100 м, 200 м - Карстен Вархолм — 400 м, 400 м препоне - Томас Рот — 800 м - Маркус Еинан — 800 м - Филип Ингебригстен — 1.500 м - Хенрик Ингебригстен — 1.500 м, 5.000 м - Јакоб Ингебригстен — 1.500 м, 5.000 м - Фердинанд Кван Едман — 1.500 м - Мариус Ејре Ведвик — 10.000 м - Велду Негасх Гебретсадик — Маратон - Сондре Нордстад Моен — Маратон - Владимир Вукичевић — 110 м препоне - Том Ерлиг Кербе — 3.000 м препреке - Бјернар Устад Кристенсен — 3.000 м препреке - Хавард Хаукенес — 50 км ходање - Сондре Гутормсен — Скок мотком - Ејрик Грејброк Долве — Скок мотком - Маркус Томсен — Бацање кугле - Ола Стунес Исене — Бацање диска - Ејвинд Хенриксен — Бацање кладива - Мартин Рое — Десетобој | Жене: - Езине Окпараебо — 100 м, 200 м - Хелене Ренинген — 100 м, 200 м - Ингвилд Елвемо — 800 м - Хеда Хине — 800 м - Исабеле Педерсен — 100 м препоне - Амали Хамилд Иуел — 400 м препоне - Лине Клостер — 400 м препоне - Елизабет Слетум — 400 м препоне - Каролина Бјеркели Гровдал — 3.000 м препреке - Тонје Ангелсен — Скок увис - Lene Retzius — Скок мотком - Сигрид Борге — Бацање копља |  |

## Освајачи медаља (5)

### Злато (3)
- Јакоб Ингебригстен — 1.500 м
- Јакоб Ингебригстен — 5.000 м
- Карстен Варнхолм — 400 м препоне

### Сребро (1)
- Хенрик Ингебригстен — 5.000 м

### Бронза (1)
- Каролина Бјеркели Гревдал — 3.000 м препреке

## Резултати

### Мушкарци
| Атлетичар                | Дисциплина       | Лични рекорд | Квалификације         | Квалификације         | Полуфинале           | Полуфинале           | Финале               | Финале       | Детаљи |
| Атлетичар                | Дисциплина       | Лични рекорд | Резултат              | Место                 | Резултат             | Место                | Резултат             | Место        | Детаљи |
| ------------------------ | ---------------- | ------------ | --------------------- | --------------------- | -------------------- | -------------------- | -------------------- | ------------ | ------ |
| Јонатан Кварко           | 100 м            | 10,22        | 10,37 КВ              | 1. у гр. 4            | 10,45                | 7. у гр. 3           | Није се квалификовао | 22 / 50      |        |
| Јонатан Кварко           | 200 м            | 20,39        | 20,77 кв              | 4. у гр. 2            | 21,07                | 8. у гр. 3           | Није се квалификовао | 22 / 40      |        |
| Карстен Вархолм          | 400 м            | 44,87 НР     | Директно у полуфиналу | Директно у полуфиналу | 44,91 КВ, ЛРС        | 1. у гр. 3           | 46,68                | 8 / 39       |        |
| Томас Рот                | 800 м            | 1:45,75      | 1:46,70 кв            | 4. у гр. 2            | 1:46,60              | 6. у гр. 2           | Није се квалификовао | 25 / 31 (33) |        |
| Маркус Еинан             | 800 м            | 1:47,64      | 1:48,55               | 8. у гр. 4            | Није се квалификовао | Није се квалификовао | Није се квалификовао | 25 / 31 (33) |        |
| Јакоб Ингебригстен       | 1.500 м          | 3:31,18      | 3:40,81 КВ            | 2. у гр. 3            |                      |                      | 3:38,10              |              |        |
| Филип Ингебригстен       | 1.500 м          | 3:30,01      | 3:40,88 КВ            | 3. у гр. 2            | 3:41,66              | 12 / 34              |                      |              |        |
| Фердинанд Кван Едман     | 1.500 м          | 3:38,64      | 3:50,26               | 7. у гр. 1            | Није се квалификовао | 26 / 34              |                      |              |        |
| Хенрик Ингебригстен      | 1.500 м          | 3:31,46 НР   | 3:49,54 КВ            | 3. у гр. 1            | 3:38,50              | 4 / 34               |                      |              |        |
| Хенрик Ингебригстен      | 5.000 м          | 13:16,97     |                       |                       |                      |                      | 13:18,75             |              |        |
| Јакоб Ингебригстен       | 5.000 м          | 13:20,78     | 13:17,06 ЕУ-20Р       |                       |                      |                      |                      |              |        |
| Мариус Ејре Ведвик       | 10.000 м         | 28:42,15     | 30:46,59              | 27 / 27 (31)          |                      |                      |                      |              |        |
| Велду Негасх Гебретсадик | Маратон          | 2:09:14      | Нису завршили трку    | Нису завршили трку    |                      |                      |                      |              |        |
| Сондре Нордстад Моен     | Маратон          | 2:05:48 НР   | Нису завршили трку    | Нису завршили трку    |                      |                      |                      |              |        |
| Владимир Вукичевић       | 110 м препоне    | 13,54 НР     | 13,67 кв              | 5. у гр 1             | 13,71                | 8. у гр 3            | Није се квалификовао | 22 / 28      |        |
| Карстен Вархолм          | 400 м препоне    | 47,65 НР     | Директно у полуфинале | Директно у полуфинале | 48,67                | 1. у гр. 1           | 47,64 ЕРмс, ЕРС, НР  |              |        |
| Том Ерлинг Корбе         | 3.000 м препреке | 8:29,41      | 8:29,90 кв            | 6. у гр. 1            |                      |                      | 8:42,91              | 16 / 24 (26) |        |
| Хавард Хаукенес          | 50 км ходање     | 3:43:40      |                       |                       |                      |                      | 3:48:35              | 4 / 26 (35)  |        |
| Ејрик Грејброк Долве     | Скок мотком      | 5,66         | 5,36                  | 8. у гр. Б            |                      |                      | Није се квалификовао | 17 / 31 (36) |        |
| Сондре Гутормсен         | Скок мотком      | 5,60         | 5,61 кв, ЛР           | 1. у гр. А            | 5,75 НР              | 6 / 31 (36)          |                      |              |        |
| Ола Стунес Исене         | Бацање диска     | 63,30        | 62,19 кв              | 6. у гр. Б            | 59,56                | 11 / 27 (29)         |                      |              |        |
| Ејвинд Хенриксен         | бацање кладива   | 76,66 НР     | 75,14 кв              | 3. у гр. Б            | 76,86 НР             | 5 / 30               |                      |              |        |

- Такмичари у штафетама означени бројем учествовали су и у појединачним дисциплинама.

#### Десетобој
| Дисциплина    | Мартин Рое | Мартин Рое | Мартин Рое | Мартин Рое | Мартин Рое | Мартин Рое  |
| Дисциплина    | Лич. рек.  | Резултат   | Бод.       | Плас.      | Укупно     | Плас.       |
| ------------- | ---------- | ---------- | ---------- | ---------- | ---------- | ----------- |
| 100 м         | 10,79      | 10,86      | 892        | 5.         | 892        | 5.          |
| Скок удаљ     | 7,55       | 7,61 ЛР    | 962        | 1.         | 1.854      | 3.          |
| Бацање кугле  | 15,56      | 15,48 ЛРС  | 819        | 7.         | 2.673      | 1.          |
| Скок увис     | 1,96       | 1,96 =ЛР   | 767        | 19.        | 3.440      | 2.          |
| 400 м         | 49,00      | 49,42 ЛРС  | 842        | 14.        | 4.282      | 3.          |
| 110 м препоне | 15,15      | 15,31      | 812        | 23.        | 5.094      | 6.          |
| Бацање диска  | 46,36      | 42,22      | 710        | 14.        | 5.804      | 7.          |
| Скок мотком   | 4.80       | 4,80 =ЛР   | 849        | 9.         | 6.653      | 6.          |
| Бацање копља  | 66,72      | 64,53      | 806        | 4.         | 7.459      | 5.          |
| 1500 м        | 4:32,31    | 4:41,40    | 672        | 14.        | 8.131      | 6.          |
| Десетобој     | 8.228 НР   |            |            |            | 7.795      | 6 / 18 (28) |

## Жене
| Атлетичарка               | Дисциплина       | Лични рекорд | Квалификације         | Квалификације         | Полуфинале            | Полуфинале            | Финале                | Финале                | Детаљи |
| Атлетичарка               | Дисциплина       | Лични рекорд | Резултат              | Место                 | Резултат              | Место                 | Резултат              | Место                 | Детаљи |
| ------------------------- | ---------------- | ------------ | --------------------- | --------------------- | --------------------- | --------------------- | --------------------- | --------------------- | ------ |
| Езине Окпараебо           | 100 м            | 11,10 НР     | 11,44 КВ              | 1. у гр. 1            | 11,37                 | 7. у гр. 3            | Није се квалификовала | 16 / 37 (38)          |        |
| Хелене Ренинген           | 100 м            | 11,46        | 11,70                 | 8. у гр. 3            | Нису се квалификовале | Нису се квалификовале | Нису се квалификовале | 32 / 37 (38)          |        |
| Езине Окпараебо           | 200 м            | 23,30        | 23,84                 | 6. у гр. 2            | Нису се квалификовале | Нису се квалификовале | Нису се квалификовале | 29 / 36               |        |
| Хелене Ренинген           | 200 м            | 23,27        | 23,96                 | 8. у гр. 3            | Нису се квалификовале | Нису се квалификовале | Нису се квалификовале | 33 / 36               |        |
| Хеда Хине                 | 800 м            | 2:01,33      | Није стартовала       | Није стартовала       | Није се квалификовала | Није се квалификовала | Није се квалификовала | Није се квалификовала |        |
| Ингвилд Елвемо            | 800 м            | 2:01,65      | 2:05,79               | 5. у гр. 2            | Нису се квалификовале | Нису се квалификовале | Нису се квалификовале | 30 / 32 (33)          |        |
| Исабеле Педерсен          | 100 м препоне    | 12,72        | 13,04                 | 4. у гр 1             | Нису се квалификовале | Нису се квалификовале | Нису се квалификовале | 14 / 31               |        |
| Амали Хамилд Иуел         | 400 м препоне    | 55,26 НР     | Директно у полуфиналу | Директно у полуфиналу | 55,81                 | 3. у гр. 1            | Нису се квалификовале | 11 / 33               |        |
| Лине Клостер              | 400 м препоне    | 56,65        | Директно у полуфиналу | Директно у полуфиналу | 55,78                 | 4. у гр. 2            | Нису се квалификовале | 10 / 33               |        |
| Елизабет Слетум           | 400 м препоне    | 57,51        | 58,56                 | 7. у гр. 3            | Није се квалификовала | Није се квалификовала | Није се квалификовала | 21 / 33               |        |
| Каролина Бјеркели Гровдал | 3.000 м препреке | 9:13,35 НР   | 9:34,23 КВ            | 1. у гр. 1            |                       |                       | 9:24,46               |                       |        |
| Тонје Ангелсен            | Скок увис        | 1,97         | 1,81                  | 12. у гр. Б           | Нису се квалификовале | 24 / 25               |                       |                       |        |
| Lene Retzius              | Скок мотком      | 4,50 НР      | 4,20                  | 12. у гр. А           | Нису се квалификовале | 11 / 22 (27)          |                       |                       |        |
| Сигрид Борге              | Бацање копља     | 63,28        | 59,55 кв              | 4. у гр. Б            | 59,60                 | 8 / 22 (23)           |                       |                       |        |